# Novembre 1936

## Événements
- Le Siam invalide en tous les traités qu’il avait signés avec des pays étrangers. Aux termes des clauses des nouveaux traités conclus l’année suivante, le gouvernement obtient sa totale indépendance.
- Maroc : Les nationalistes remportent une majorité écrasante aux élections législatives.
- Le gouvernement turc demande le droit à l’autodétermination pour le sandjak d'Alexandrette. La France renvoie le règlement de l’affaire à la SDN.
- Création de la légion Condor.

- 1er novembre : discours de Mussolini annonçant à Milan l'Axe Rome-Berlin.

- 2 novembre : fondation de la Société Radio-Canada.

- 3 novembre : réélection de Franklin Delano Roosevelt comme président des États-Unis.

- 6 novembre :
  - Portugal [1]: Armindo Monteiro perd le ministère des Affaires étrangères. Salazar l’assure jusqu’en 1947.
  - Premiers appareils de la légion Condor envoyée en Espagne par Adolf Hitler (10 000 soldats d’élite).

- 8 - 18 novembre : échec de l'offensive franquiste sur Madrid. Le gouvernement républicain quitte Madrid assiégée pour Valence.

- 9 novembre : les nationalistes attaquent Madrid qui résiste (José Miaja Menant, brigades internationales) entre octobre 1936 et février 1937.

- 15 novembre : le pilote français André Japy relie la France et le Japon en 75 heures et 15 minutes sur un parcours de plus de 14 000 km.

- 17 novembre : suicide du ministre de l'intérieur Roger Salengro, victime d’une campagne de diffamation de la part de l’extrême droite.

- 18 novembre, Canada : The Globe fusionne avec The Mail and Empire pour former The Globe and Mail.

- 21 novembre : création du mouvement des Phalanges libanaises par un pharmacien maronite de Beyrouth, Pierre Gemayel. C’est une organisation de jeunesse paramilitaire à caractère sportif qui prône un nationalisme libanais et chrétien. Les musulmans de Beyrouth répondent par la création des scouts musulmans.

- 26 novembre : signature du pacte anti-Komintern entre l’Allemagne et le Japon contre l’Internationale communiste.

- 26 novembre : pacte secret de Salamanque entre Franco et l’Italie qui envoie 10 000 puis 70 000 hommes. (5 000 Italiens s’enrôlent dans les Brigades internationales).

- 29 novembre au 3 décembre : un équipage franco-anglais relie, en avion, Londres et Le Cap en 5 jours.

- 30 novembre, Royaume-Uni : le Crystal Palace à Londres est détruit dans un grand incendie.

## Naissances
- 3 novembre : Roy Emerson, joueur de tennis australien.
- 4 novembre : Didier Ratsiraka, président de la République de Madagascar († 28 mars 2021).
- 7 novembre : Audrey McLaughlin, politicienne canadienne.
- 8 novembre : 
  - Edward Gibson, astronaute américain.
  - Senén Guillermo Molleda Valdés, homme d'affaires, chroniqueur et publiciste espagnol († 25 novembre 2020).
- 9 novembre : 
  - Mikhaïl Tal, joueur d'échecs russe.
  - Bob Graham, homme politique américain et ancien gouverneur de Floride († 16 avril 2024).
- 11 novembre : Philippe Breton, évêque catholique français, évêque d'Aire et Dax.
- 15 novembre : Alfred Marie-Jeanne, politicien français.
- 18 novembre : 
  - Ennio Antonelli, cardinal italien, président du Conseil pontifical pour la famille.
  - Hank Ballard, chanteur américain.
  - Don Cherry, trompettiste de jazz américain († 19 octobre 1995).
- 20 novembre : Roger Naslain, chimiste français.
- 21 novembre : 
  - Alexandre Ginzbourg, dissident russe.
  - Victor Chang, chirurgien sino-australien († 4 juillet 2023).
- 23 novembre : Frank Caprio, juge américain († 20 août 2025.
- 24 novembre : Sophie Daumier, comédienne française.
- 27 novembre : Glynn Lunney, ingénieur de la NASA, directeur de vol des programmes Gemini et Apollo († 19 mars 2021).
- 28 novembre : 
  - Théodore-Adrien Sarr, cardinal sénégalais, archevêque de Dakar.
  - Philippe Sollers, écrivain français († 5 mai 2023).

## Décès
- 13 novembre : Camille Métra, peintre française (° 28 novembre 1864).
- 16 novembre : Louis-Joseph Maurin, cardinal archevêque de Lyon.
- 17 novembre : Roger Salengro, homme politique français (° 30 mai 1890).
- 20 novembre : Buenaventura Durruti, anarchiste espagnol.
- 26 novembre : Léon Léon-Dufour, historien et généalogiste français (° 5 août 1864).
- 27 novembre : 
  - Pierre-Ernest Dalbouze, ingénieur, industriel et homme d'affaires (° 1er septembre 1872).
  - Edward Bach, médecin britannique.
- 29 novembre : Bombita (Ricardo Torres Reina), matador espagnol (° 20 février 1879).